# Praça de Luís de Camões
A Praça de Luís de Camões, coloquialmente Largo de Camões, localiza-se no Chiado, na freguesia da Misericórdia (até 2013 na freguesia da Encarnação), em Lisboa.
A sua toponímia deve-se por ter sido vontade de ser aí instalada uma estátua ao poeta d'Os Lusíadas, inaugurada em 9 de outubro de 1867, impulsionada pela vontade de enaltecer o patriotismo pela Comissão Central 1.º de Dezembro de 1640.
Nela localiza-se o consulado-geral do Brasil na capital portuguesa e o Ministério da Economia.

## Estátua de Luís de Camões

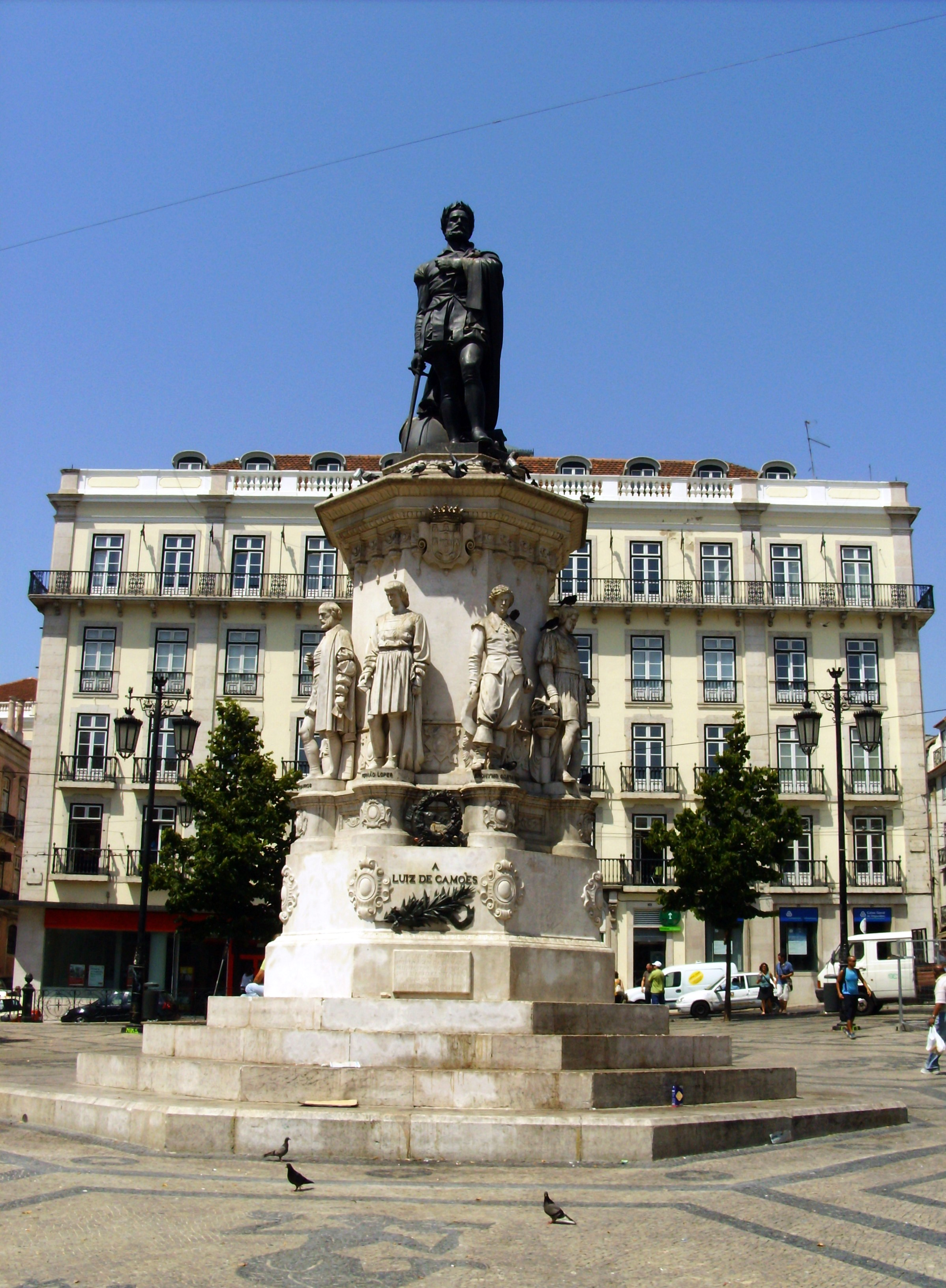
Monumento ao poeta na Praça de Luís de Camões, no Bairro Alto, em Lisboa.

A estátua de Luís de Camões é do escultor Vítor Bastos e foi inaugurada a 9 de outubro de 1867 com financiamento de duas subscrições públicas, uma delas presidida pelo duque de Saldanha, e um subsídio do governo. A figura é de bronze e tem 4 metros de altura, assente sobre um pedestal octogonal rodeado por oito estátuas em pedra de lioz com 2,40 metros de altura. Representam vultos notáveis da cultura e das letras dos Séculos XV e XVI: o historiador e cronista Fernão Lopes, o cosmógrafo Pedro Nunes, o cronista Gomes Eanes de Azurara, os historiadores João de Barros e Fernão Lopes de Castanheda e os poetas Vasco Mouzinho de Quevedo, Jerónimo Corte-Real e Francisco Sá de Menezes. O monumento a Camões é o mais antigo de Lisboa dentro do seu género, sendo mais moderno apenas do que a estátua equestre de D. José I.

## Placa Intermodal
A praça constitui um cruzamento de carreiras dos serviços regulares da Carris.
A Praça Luís de Camões é ponto de passagem das seguintes carreiras da Carris:
- 24E Pç. Luís Camões ⇄ Campolide
- 28E Martim Moniz ⇄ Prazeres (Cemitério)
- 202 Cais do Sodré ⇄ Linda-a-Velha
- 758 Cais do Sodré ⇄ Portas de Benfica